# Dalbergia floribunda
Dalbergia floribunda är en ärtväxtart som beskrevs av William Grant Craib. Dalbergia floribunda ingår i släktet Dalbergia, och familjen ärtväxter. Inga underarter finns listade i Catalogue of Life.

## Bildgalleri

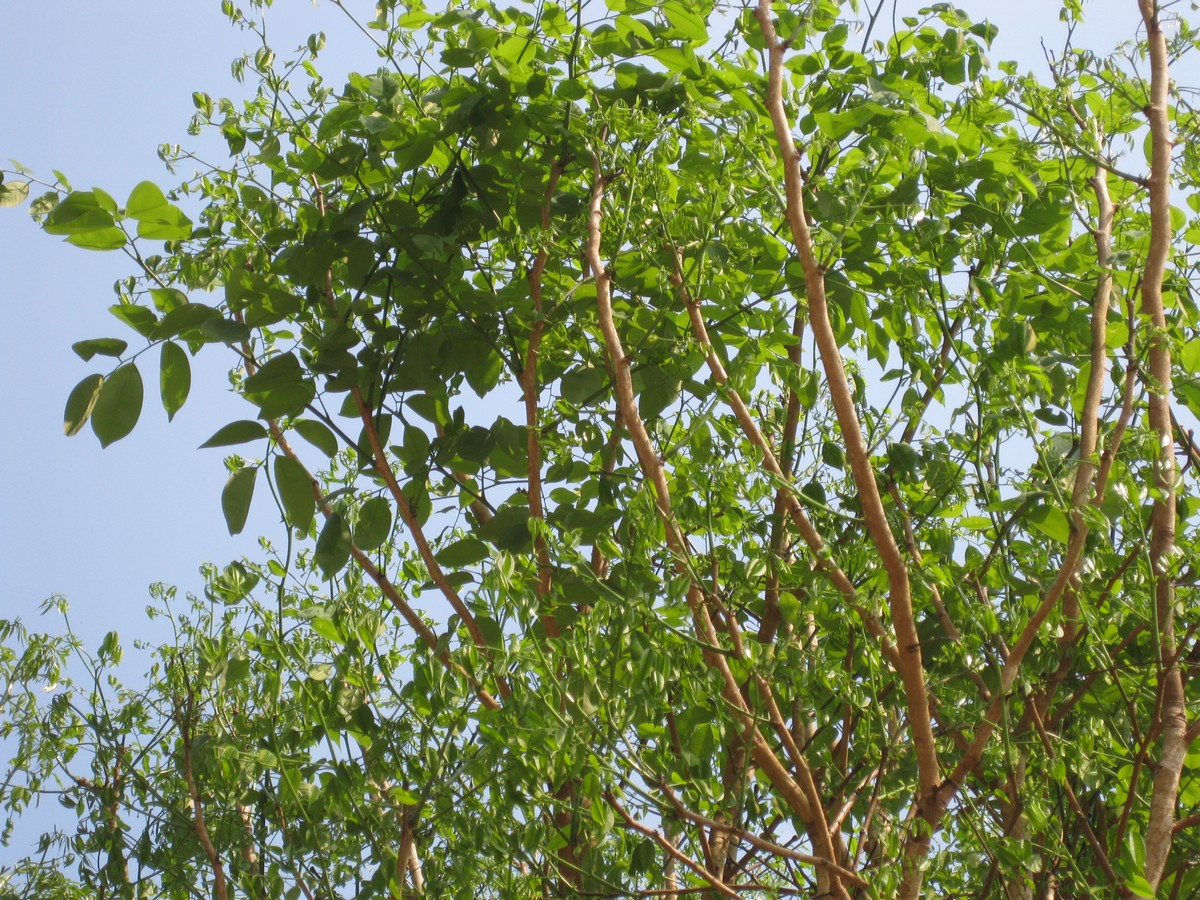
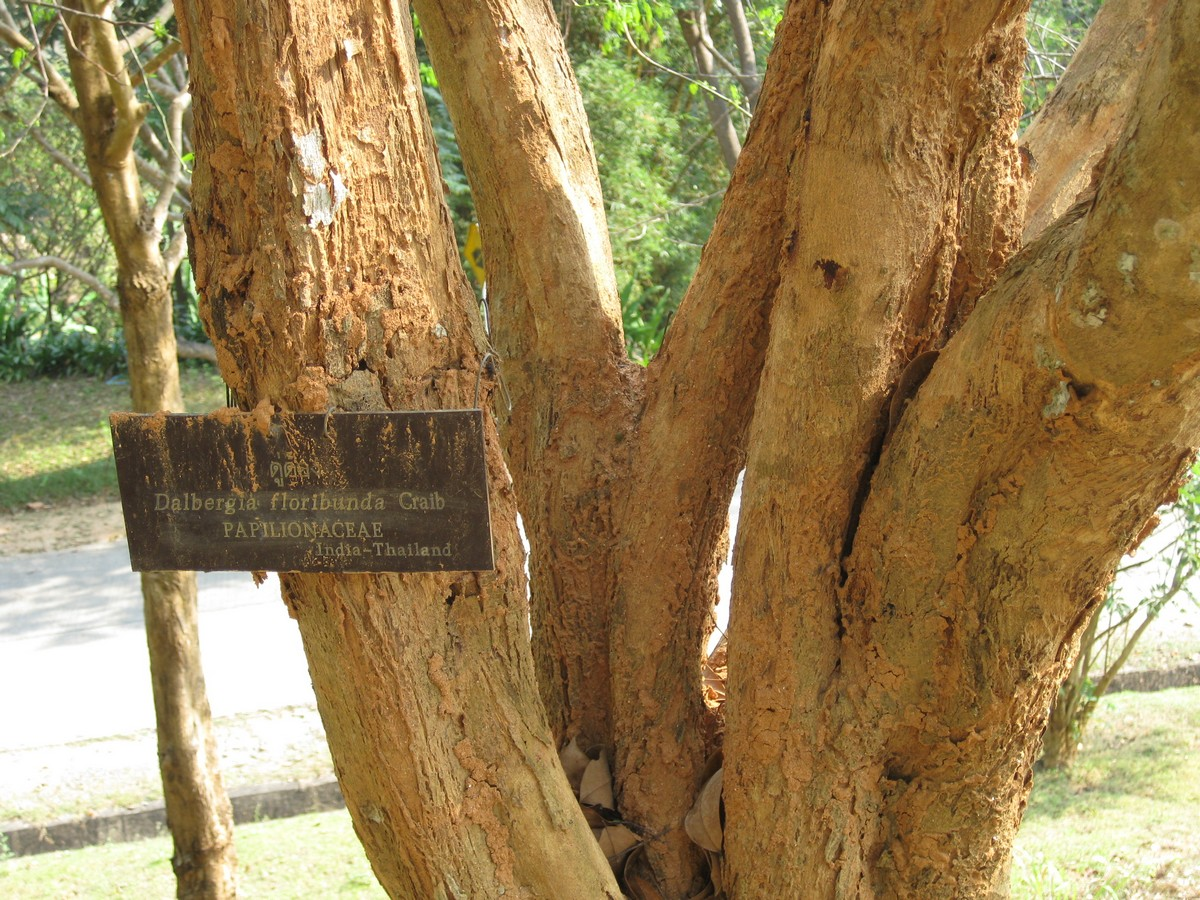